# Lajkovac
Lajkovac (izvirno srbsko Лајковац) je mesto v Srbiji, ki upravno spada pod Občino Lajkovac (katere je središče); slednja pa je del Kolubarskega upravnega okraja.

## Demografija
V naselju živi 2743 polnoletnih prebivalcev, pri čemer je njihova povprečna starost 39,5 let (38,5 pri moških in 40,4 pri ženskah). Naselje ima 1174 gospodinjstev, pri čemer je povprečno število članov na gospodinjstvo 2,93.
To naselje je, glede na rezultate popisa iz leta 2002, večinoma srbsko, a v času zadnjih 3 popisov je opazen porast števila prebivalcev.
|  |

| Demografija | Demografija     | Demografija     |
| Leto        | Št. prebivalcev | Št. prebivalcev |
| ----------- | --------------- | --------------- |
|             |                 |                 |
|             |                 |                 |
|             |                 |                 |
|             |                 |                 |
| 1948        | 1500            |                 |
| 1953        | 1683            |                 |
| 1961        | 2677            |                 |
| 1971        | 3044            |                 |
| 1981        | 3188            |                 |
| 1991        | 3428            | 3388            |
| 2002        | 3519            | 3443            |
|             |                 |                 |

| Etnična sestava po popisu iz leta 2002 | Etnična sestava po popisu iz leta 2002 | Etnična sestava po popisu iz leta 2002 | Etnična sestava po popisu iz leta 2002 | Etnična sestava po popisu iz leta 2002 |
| -------------------------------------- | -------------------------------------- | -------------------------------------- | -------------------------------------- | -------------------------------------- |
| Srbi                                   | Srbi                                   |                                        | 3.351                                  | 97,32%                                 |
| Romi                                   | Romi                                   |                                        | 25                                     | 0,72%                                  |
| Jugoslovani                            | Jugoslovani                            |                                        | 18                                     | 0,52%                                  |
| Makedonci                              | Makedonci                              |                                        | 15                                     | 0,43%                                  |
| Črnogorci                              | Črnogorci                              |                                        | 3                                      | 0,08%                                  |
| Bunjevci                               | Bunjevci                               |                                        | 2                                      | 0,05%                                  |
| Hrvati                                 | Hrvati                                 |                                        | 1                                      | 0,02%                                  |
| Ukrajinci                              | Ukrajinci                              |                                        | 1                                      | 0,02%                                  |
| Slovenci                               | Slovenci                               |                                        | 1                                      | 0,02%                                  |
| Nemci                                  | Nemci                                  |                                        | 1                                      | 0,02%                                  |
| Neznano                                | Neznano                                |                                        | 13                                     | 0,37%                                  |